# Marcel Ciolacu
Ion-Marcel Ciolacu (ur. 28 listopada 1967 w Buzău) – rumuński polityk, prawnik i samorządowiec, deputowany, od 2017 do 2018 wicepremier, w latach 2019–2020 i 2021–2023 przewodniczący Izby Deputowanych, w latach 2023–2025 premier Rumunii. W latach 2019–2020 p.o. przewodniczącego, a od 2020 do 2025 przewodniczący Partii Socjaldemokratycznej (PSD).

## Życiorys
Z wykształcenia prawnik, absolwent Universitatea Ecologică din București (1995). W 2012 uzyskał magisterium z zarządzania finansami publicznymi w SNSPA w Bukareszcie.
Zaangażował się w działalność polityczną w ramach Frontu Ocalenia Narodowego, do którego wstąpił w 1990. Następnie członek FDSN, przekształconego w Partię Socjaldemokracji w Rumunii, którą w 2001 przemianowano na Partię Socjaldemokratyczną. Obejmował różne funkcje w strukturach PSD i jej organizacji młodzieżowej, w 2010 został przewodniczącym partii w Buzău, a w 2015 stanął na czele jej struktur w okręgu. Pracował jako radca prawny. W 2005 był tymczasowym prefektem (przedstawicielem rządu) w okręgu Buzău. W latach 2007–2008 jako dyrektor wykonawczy zarządzał przedsiębiorstwem Urbis Serv S.R.L. Od 2008 do 2012 pełnił funkcję wiceburmistrza Buzău.
W 2012 po raz pierwszy wybrany w skład Izby Deputowanych, z powodzeniem ubiegał się o reelekcję w wyborach w 2016. W czerwcu 2017 objął stanowisko wicepremiera w rządzie Mihaia Tudosego. W styczniu 2018 podał się do dymisji w geście solidarności z ustępującym premierem Mihaiem Tudose, kończąc urzędowanie w tym samym miesiącu.
W maju 2019 został nowym przewodniczącym niższej izby rumuńskiego parlamentu, którą kierował do końca kadencji w grudniu 2020. Od końca 2019 był pełniącym obowiązki przewodniczącego PSD. W sierpniu 2020 wybrany na nowego lidera tej partii. W tym samym roku prowadzona przez niego PSD uzyskała najwięcej mandatów w obu izbach parlamentu (pozostając jednak w opozycji). Jej lider ponownie został wybrany do Izby Deputowanych. W listopadzie 2021, po zawarciu przez PSD porozumienia koalicyjnego z PNL i UDMR, powrócił na funkcję przewodniczącego Izby Deputowanych.
12 czerwca 2023 Nicolae Ciucă z PNL ustąpił z funkcji premiera, realizując umowę koalicyjną przewidującą zastąpienie go przez przedstawiciela socjaldemokratów w trakcie trwającej kadencji parlamentu. Na nowego premiera został desygnowany Marcel Ciolacu, który następnie ustąpił z funkcji przewodniczącego niższej izby parlamentu. 15 czerwca nowy rząd (tworzony wyłącznie przez PSD i PNL) został zatwierdzony przez parlament. Gabinet lidera socjaldemokratów rozpoczął funkcjonowanie tego samego dnia po tym, jak prezydent Klaus Iohannis podpisał dekret o jego powołaniu i dokonał zaprzysiężenia członków rządu.
W 2024 wystartował jako kandydat PSD w wyborach prezydenckich, w trakcie kampanii uchodził za faworyta tych wyborów. Ostatecznie przegrał w pierwszej turze z 24 listopada 2024, zajmując 3. miejsce (spośród 14 zarejestrowanych pretendentów) z wynikiem 19,15% głosów. Następnego dnia po głosowaniu złożył rezygnację z funkcji przewodniczącego socjaldemokratów (ze skutkiem na początek grudnia 2024). Na początku grudnia otrzymał jednak poparcie w kierownictwie partii, pozostając ostatecznie na jej czele. Również w 2024 po raz kolejny uzyskał mandat poselski.
23 grudnia 2024 PSD, PNL, UDMR i frakcja mniejszości narodowych podpisały porozumienie koalicyjne, a Klaus Iohannis ponownie desygnował Marcela Ciolacu na premiera. Tego samego dnia drugi gabinet lidera socjaldemokratów uzyskał poparcie w parlamencie, a jego członkowie zostali zaprzysiężeni przez prezydenta. Nie wystartował w wyborach prezydenckich w 2025 (rozpisanych na skutek unieważnienia poprzednich wyborów przed drugą turą). Jego partia wraz z innymi koalicjantami wsparła wówczas Crina Antonescu, który zajął 3. miejsce w pierwszej turze z 4 maja. Następnego dnia Marcel Ciolacu ogłosił swoją dymisję z funkcji premiera, deklarując również opuszczenie koalicji rządowej przez PSD. 6 maja 2025 zakończył urzędowanie na stanowisku premiera. W tym samym miesiącu odszedł również z funkcji przewodniczącego PSD.